# Cleven Wanabo
Cleven Wanabo (Paramaribo, 7 oktober 1975) is een Surinaams oud-voetballer. Hij speelde als aanvaller voor Inter Moengotapoe en in het Surinaams voetbalelftal.

## Carrière
Wanabo begon met voetballen bij Royal '95 in Paramaribo en debuteerde in het seizoen 2001-2002 in de SVB Hoofdklasse. Tijdens het seizoen 2004-2005 was hij de topscorer van de competitie. In 2007 stapte hij over naar Walking Boyz Company, waar hij een jaar speelde voordat hij naar Inter Moengotapoe verhuisde en in 2015 de landstitel won.
Zijn debuut voor het Surinaamse voetbalelftal maakte Wanabo op 11 oktober 2008 tijdens kwalificatiewedstrijden voor het WK 2010, waarin Suriname tegen Costa Rica verloor met 4-1. Hij nam op 25 oktober 2008 deel aan de kwalificatiecampagne van de Caribbean Cup van 2008 en scoorde zijn eerste twee doelpunten tegen de Nederlandse Antillen in een 2-1 overwinning.